# André Blank
Pour les articles homonymes, voir Blank.
André Blank, né à Raeren en 1914 et mort en 1987, est un artiste peintre belge, auteur de cartons de vitraux.

## Formation
André Blank commença sa formation à l’Institut supérieur des Beaux-Arts Saint-Luc de Liège où il eut comme maître Félix Proth.

## Carrière
André Blank produisit une œuvre picturale principalement de tendance cubiste. Son style géométrique et coloré se retrouve dans sa production et ses conceptions de vitraux ornant plusieurs églises anciennes dans lesquelles elles s'intègrent.
Il se consacra également à l'enseignement et fut  professeur à l’École supérieure des Arts Institut Saint-Luc à Tournai, à l’École supérieure des arts Saint-Luc de Liège et à l’Institut supérieur d’architecture St-Luc à Liège également.

## Expositions
- 1948 : exposition à Verviers.
- 1963-1965 : diverses expositions à Eupen, Liège et Bruxelles.
- 1984 : exposition "Hommage à André Blank" au musée de Verviers
- 1985 : exposition à Liège.
- 1989 : exposition à Stavelot.
- 2007 : exposition à Eupen.
- 2021 : exposition à Linkebeek à la Maison Lismonde. Échanges. Lismonde et ses amis artistes[1], exposition-hommage à l'occasion des 20 ans de la disparition de Lismonde, du 11 avril au 5 septembre 2021, œuvres d'André Blank.